# メイファ
メイファ（1975年8月5日 - ）は、日本の元AV女優。「香 美花（シャン メイファ）」の芸名でも活動。

## 略歴
四国出身。中国人の父親と、中国人と日本人のハーフである母親の間に生まれたクォーター。北京で生まれ、5歳の時に家族が日本に移住、祖父が日本人であることから間もなく日本国籍を取得した。
中学校のときは演劇部に所属していた。初体験は16歳の誕生日直前に2歳上の男性としている。
高校卒業後、横浜で洋裁の専門学校に通っていたが、友人が勤めるモデル事務所に遊びに行った際スカウトされた。
1996年に「香美花」の名前でグラビアデビューし、Vシネマにも出演した。
1997年4月には「メイファ」として『メイファ My Love』（アトラス）でAVデビュー、続いてシネマジックの作品に出演するなど、20本前後の作品に出演した。また、深夜番組『ギルガメッシュないと』（テレビ東京）のミニドラマなどにも出演した。

## 人物
AVなどで中国語を披露したことがあり、日本語と中国語のバイリンガルと思われがちだが、実際は聞き取りは大丈夫でも、話す方はあまり得意ではなかったという。
異なるプロフィールがいくつかある。
- 「メイファ My Love」（1997年）のケース裏面のプロフィールでは、出身:北京 横浜育ち、B:88(F-65)・W:57・H:84としている[3]。
- XCITYプロフィールでは、出身地:北京（中国）、B:88(F-65)・W:55・H:84としている[4]。

趣味:カラオケ、料理。
特技:日本舞踊、ウッドペッカーのまね。

## 出演作品

### アダルトビデオ（オリジナル作品）
メイファ名義
1997年
- メイファ My Love（4月30日、アトラス21 7A-046）※AVデビュー作
- 初めてのレズ 2（5月23日、LESBIAN （ソフト・オン・デマンド レズ-002）共演：立花杏子
- オールヌード 匂いたつ女肉（5月25日、アトラス21 7A-054）
- ぶっかけスーパーボディ（6月20日、アトラス21 7A-063）
- サディスティック・レズビアン エンドレスLOVE メイファ 如月ララ（7月25日、シネマジック GA-65）
- 巨乳女教師痴漢電車 2（8月12日、COLORS （笠倉出版社）AJV-7782）
- 隷従の貴妃 チャイナドール 3（8月22日、シネマジック VS-479）
- 宅配ソープでございます（9月25日、アトラス21/ザウルス S-97094）
- 大爆乳 2 下のお口もベジタリアン 巨乳SEXスペシャル メイファ（9月28日、笠倉出版社 AJV-7790）
- 女教師メイファ 肉体留学（10月10日、シネマジック VS-486）
- レズビアンコレクション 百合図鑑 16（10月24日、シネマジック GA-71）共演:遠藤悠美、森本みう ほか 全8名
- 超快楽美乳娘 メイファ（11月25日、美乳倶楽部（ビッグモーカル）BI-06）
- Abnormal Privacy 奴隷秘書 19（11月28日、シネマジック VS-492）
- ギルガメ出演 メイファ ヘアー生本番（11月、ジャパンニューメディア JN-003）
- 私のマドモアゼルを責めて（アトラス21 MM-72）

1998年
- 若妻愛奴・悦虐の部屋（1月10日、大洋図書 605515）
- 一回でいいからやらして!（1月、桃太郎映像出版 NA-01）
- 緊縛淑女館（2月6日、シネマジック VS-501）
- ザ・巨乳で抜く（2月11日、SPHINX （笠倉出版社）AJV-7827）

1999年
- AV出張ソープ天国（4月9日、アトラス21 GA-67）
- Bejean ええ女じゃのぅ！ メイファ（発売日不詳、桃太郎映像出版/Monroe）BE-02）
- レイプ工場 女スパイ身体検査シリーズ Part 4（発売日不詳、ZEN （桃太郎映像出版）WS-04）

### アダルトビデオ（編集もの、BESTもの、DVD ほか）
メイファ名義
1998年
- ベスト・オブ・シネマジック 被虐の天使たち '97（4月10日、シネマジック VS-508）全12名
- アトラスVENUS 2（14月15日、アトラス21 8A-041）全6名
- 奴隷女教師スペシャル 5 持田薫 平松ケイ メイファ 水原美々（5月15日、シネマジック VS-513）全4名
- 美乳倶楽部「増刊号」BUST1000 インディーズ魔界の美乳達 メイファ 観月麗華、小川翔子 ほか（6月21日、ビッグモーカル BI-11）全6名
- 若妻スキャンダル（7月17日、シネマジック CN-262）全9名
- 奴隷秘書スペシャル 5 	桜沢菜々子 メイファ 立花杏子 白鳥七瀬（9月18日、シネマジック VS-530）全4名
- 美乳娘○超ハードコレクション 2 メイファ 寿綾乃 安藤綾 風間ゆみ 松田千夏（10月22日、ビッグモーカル BI-13）全5名

1999年
- 女神の巨乳 広菜れい・メイファ・木下まこ・坂巻リオナ 他（3月6日、メディアバンク MBV-033）全7名
- BODY FILE 5 GOKU美伝説 メイファ 白鳥七瀬 上田美穂 寿綾乃 愛川香織（4月9日、ゼウスコレクション MMT001）全5名
- 宅配ソープでございます PREMIUM メイファ 吉村彩 一ノ瀬茜 立花まりあ（4月29日、アトラス21 S-99046）全4名
- OLの誘惑（11月26日、メディアバンク ARD-010）全17名
- 女神 VOL.1 みなみありす メイファ 三浦あいか 三田友穂 他（12月10日、メディアバンク ARD-013）全19名

2000年
- THE SPANKING VOL.3（1月1日、シネマジック SO-36）全15名
- 巨乳伝説（2月25日、メディアバンク ARD-008）全20名
- 女教師Selection（6月16日、メディアバンク AOD-015）全50名
- プレミアム大全集 美乳アイドル編（6月16日、メディアバンク AOD-013）全12名
- 猥褻ビーナス（7月21日、メディアバンク ARD-006）全16名
- GAG'S 2 猿轡の女たち（8月20日、シネマジック SO-33）全11名
- 巨乳美乳ベストコレクション 1（12月8日、ディジタルメディアネットワーク）全10名
- アトラス MEGA MIX 3 昇天する女神たち（12月13日、アトラス21 A00-121）全18名
- 鼻女倶楽部 2 新・ノーズプレイコレクション（シネマジック SO-32）全16名

2001年
- 監獄肉奴隷（1月1日、TMC AJ-022T）※OV「女刑務官 檻の中の発情牝」を収録 - 2話のオムニバス
- MEGA-MIX 3（1月24日、アトラス21 AVD-47）全18名 ※DVD版
- 激乳super Vol.1 可愛あずさ メイファ 立木佳（2月23日、アトラス21 ADD-043）全3名
- ヴァージンSelection 瞳リョウ メイファ 高岡なつき 国府田ひとみ（6月29日、メディアバンク ARD-019）全4名
- AV2000 Vol.1 しいな純菜 みなみありす メイファ 可愛あずさ ほか（8月24日、メディアバンク ARD-023）多数出演
- 爆乳伝説 2 本木まり子・メイファ・細川百合子・藤谷しおり 他（9月3日、フェアエスト RDV-16）全15名

2002年
- 大制服コレクション 4時間スペシャル（1月25日、メディアバンク AMD-078）全26名
- 女教師全裸巨乳番付（8月6日、笠倉出版社 AOV45-71）全16名
- ウルトラ大巨乳 50コの乳首 vol.1（10月25日、ディースリー DDD-143）全25名

2003年
- SUPERおしゃぶり大図鑑 4時間DX（1月24日、メディアバンク AMD-084）全50名
- 爆乳ナース＆女医 Deluxe 樹マリ子 美里真理 沢口みき 有賀美穂 メイファ ほか（2月14日、Five Star DAJ-006）多数出演
- チャイナドールスペシャル メイファ 音咲絢 みさき理絵 朝比奈樹里（8月22日、シネマジック VS-723）全4名

2004年
- 潮吹きオナニー Deluxe 1（1月30日、FIVE STAR DAJ-029）全16名
- Bejean メイファ 白鳥七瀬 愛川香織（5月28日、桃太郎映像出版 USZD-01）DVD ※「Bejean」VHS版 3名分を収録 全3名
- 奴隷女教師EX2（5月28日、シネマジック DD-097）全14名
- ATLAS TWENTY ONE（8月20日、アトラス21 AVD-200）全60名 ※アトラス10周年、200タイトル目達成記念作品

2007年
- DECADE メイファ（5月25日、ピエロ PAR-166）
- メイファ伝説（6月13日、NEO ATLAS UQUV-107）
- ザ・スパンキング 2（7月4日、シネマジック DD-141）全29名
- ザ・ノーズプレイコレクション DX3（7月4日、シネマジック DD-195）全34名

2008年
- THE BEST OF NO.1 メイファ DELUXE（7月4日、メディアバンク DAJ-M012）
  - The Best of No.1 メイファ Deluxe（2014年2月20日、メディアバンク DAJ-T016）
- 永久保存版!!巨乳女優の裏映像全て見せます!（9月7日、北都 EPLX-001）全13名

2009年
- DECADE EX 4 メイファ（7月31日、ピエロ DEX-004）

2010年
- DECADE EX 32 お宝映像全て見せます。40連発 2（10月31日、ピエロ DEX-032）全40名

2013年
- 魅惑のGAG・さるぐつわコレクション（1月1日、シネマジック CMA-004）全22名

2014年
- 才色兼備の秘書家畜育成録（6月19日、シネマジック CMA-021）全10名

発売年不明
- 今回はメイファさん（リアルクイーン RQ-01）VHS
- Sexy Mates 性の犠牲者たち メイファ 森原由紀（セクシーメイツ SM-01）VHS
- FINAL Super裏Secret（染夜エンタープライズ FSS-009）VHS 多数出演
- 女神 若菜瀬奈 藤谷京子 瞳リョウ 水谷リカ 三浦あいか 川奈ゆい 舞島美織 メイファ 藤谷かな 高瀬ちか（メディアバンク MAV-004）VHS 全10名
- 連発ZAURUS GOLD 12（ワイルド・セブン RZG-012）VHS 多数出演
- 連発ZAURUS GOLD 13（ワイルド・セブン RZG-013）VHS 多数出演
- 連発ZAURUS GOLD 14（ワイルド・セブン RZG-014）VHS 多数出演
- SM女優大全集90 Part10 メイファ 土方ひかる 長瀬麻衣子 夢野まりあ（ビハインドザマスク BM-010）VHS 全4名
- SM女優大全集90 Part20 メイファ 池野瞳 朝倉まりあ 川浜なつみ（ビハインドザマスク BM-020）VHS 全4名
- ギルガメッシュ NIGHT リターンズ 5 ギルガメ写真館編 北原梨奈 瞳リョウ メイファ 若菜瀬奈 ほか（ビーム TMJX-006）VHS 多数出演
- LOVERS BEST COLLECTION 5 完全保存版ボンデージコレクション（プラチナソフト LOD-005）DVD 全17名

### アダルトビデオ（無修正）
- スーパーアイドル　上原鈴華＆メイファ（2002年5月20日、ファンタドリーム FDD-1217）

### 映画
メイファ名義
- ザ・痴漢教師 制服狩り（1997年8月8日公開、配給：新東宝）監督 北沢幸雄 - 主演 [5]
- 女刑務官 檻の発情牝（さかりめ）たち（1997年8月28日公開、配給：エクセス）監督:伊藤正治 - 主演 [6]

ビデオ版：檻の発情牝たち（1998年、NEWエクセス（イメージボックス NX-008））

### オリジナルビデオ
香美花名義
- ブルーシーズン 不純異性交遊（1996年9月27日、SEN PLANNNING（JHV））監督:神野太 主演:立花杏子 [7]
- 会社の怪談（1997年5月30日、SEIYO INTERNATIONAL（ケイエスエス））監督:加藤文彦 主演:白島靖代 [8]
- 聖少女 濡れた花園（1997年8月8日、東映ビデオ）監督:鴨田好史 主演:沢木麻美[9]

メイファ名義
- 制服狩り 2（1997年4月4日、彩プロ/（徳間ジャパン））監督:後藤秀司 主演:西田ももこ 麻田かおり メイファ [10]
- バナナ白書 2 女子校生と夜の女（1997年12月2日、ピンクパイナップル）監督:久保寺和人 主演:小沢小梅 [11]
- 女医 玲子二十七歳（1998年5月1日、ピンクパイナップル）監督:横山楽居 主演:長曽我部蓉子 [12]
- 制服悶絶図鑑（2003年6月6日、リップス）監督:後藤秀司 - 制服9パターンの9話オムニバス [13]

## テレビドラマ
- * 元祖！混浴露天風呂連続殺人 第17作「謎の整形美女を追って列島温泉大縦断！特選ギャル爆発入湯!! 北海道洞爺湖温泉〜真狩温泉 ニセコ薬師温泉〜ひらふ温泉 秋田乳頭温泉〜信州白骨温泉 九州桜島古里温泉〜妙見温泉 阿蘇地獄温泉〜由布院温泉」（1997年12月27日、テレビ朝日系・土曜ワイド劇場）主演:古谷一行 - 温泉ギャルズ 役

## テレビ番組
メイファ名義
- ギルガメッシュないと（テレビ東京） - スタジオゲスト
- ウッチャンナンチャンの炎のチャレンジャー これができたら100万円!!（1997年3月25日、テレビ朝日）

ほか

## 書籍

### 写真集
- シネマジックSM全集 1 女教師篇 愛田るか 細川百合子 メイファ 風吹あんな 宏岡みらい 野坂なつみ かとう由梨 藤田リナ ほか（1997年12月30日、三和出版）ISBN 9784883565962

### 雑誌
- 宝島 1996年8月21日号（デビューグラビア・香美花名義）（宝島社）
- WEEKLY プレイボーイ 1996年11月19日号（集英社）
- 週刊大衆 1997年6月9日号（インタビュー）（双葉社）
- 週刊ポスト 1997年6月27日号（小学館）
- ビデオ・THE・ワールド 1997年8月号（インタビュー）（コアマガジン）
- お隣りのお姉さんドキドキ写真 1997年9月号（サン出版）
- 週刊宝石 1997年9月11日号（インタビュー）（光文社）
- ビデオ情報 1997年11月30日盛秋増刊号（日本文芸社）
- 緊縛PRESS 1997年12月号（大洋書房）
- アップル通信 1997年12月号（三和出版）
- Bejean 1997年12月号、1998年2月号（英知出版）
- PENTHOUSE SPECIAL 1998年1月号（ぶんか社）

　他グラビア掲載誌多数